# فرانسوا-ژوزف برادیه دو بتو
فرانسوا-ژوزف برادیه دو بتو (به فرانسوی: François-Joseph Bérardier de Bataut) نویسنده و مترجم قرن هجدهم میلادی اهل فرانسه است.